# Bernard Bajolet
Bernard Bajolet ( Dombasle-sur-Meurthe, 21 de maio de 1949) é um diplomata francês. De 1994 a 1998 foi embaixador na Jordânia, e de 1999 a 2003 na Bósnia e Herzegovina. De 2006 a 2008 teve o mesmo cargo, na Argélia. De 2008 a 2011 liderou o Conseil national du renseignement. Foi o embaixador da França no Afeganistão de 2011 to 2013. Em 10 de abril de 2013 foi nomeado diretor dos serviços secretos franceses, a Direction Générale de la Sécurité Extérieure, cargo que desempenhou até 2017.
Estudou na École nationale d'administration e e m1975 entrou para o serviço diplomático.